# Ястребов, Владимир Николаевич
Ястребов Владимир Николаевич (6 [18] июля 1855, Кривая Лука, Сельское поселение Богдановка — 21 декабря 1898  [2 января 1899], Елисаветград, Херсонская губерния) — российский археолог и этнограф.

## Биография
Родился 6 (18) июля 1855 года в деревне Кривая Лука Самарской губернии (ныне в Кинельском районе Самарской области).
В 1876 году окончил Новороссийский университет, после чего преподавал историю в Елисаветградском реальном училище.
В 1888 году начал раскопки Лядинского могильника в Тамбовской губернии.
Умер 21 декабря 1898 года (2 января 1899) в Елисаветграде. Похоронен на Первом Христианском кладбище в Одессе.

## Научная деятельность
Исследовал древние памятники Херсонской губернии, описал археологические памятники Криворожья, в частности Ляхову могилу. Исследовал архив крепости Святой Елизаветы. Вёл раскопки некрополя Ольвии. Начал раскопки Лядинского могильника в Тамбовской губернии, где исследовав 150 могил, обнаружил почти 2 тысячи находок. Написал пояснительную записку к карте Елисаветградской провинции 1772—1774 годов.
Член Императорской археологической комиссии, действительный член Московского археологического общества.

### Научные труды
Археология:
- Лядинский и Темниковский могильники Тамбовской губернии (1893);
- Опыт топографического обозрения древностей Херсонской губернии (1894, Записки Одесского общества истории и древностей, XVII т.);
- Херсонес Таврический (1883, Киевская старина);
- Поездка на остров Каменоватый на Днепре (1894, Археологические известия).

Этнография:
- Материалы по этнографии Новороссийского края (1894);
- Малорусские прозвища Херсонской губернии (1893);
- Заметки о некоторых малорусских песнях и сказках (Киевская старина: 1885, XII; 1884, IV; 1893, II и III).

## Память
- В 1993 году основана Кировоградская областная краеведческая премия имени Владимира Ястребова[3].